# Chepito
Chepito es un centro poblado peruano ubicado en el distrito de Bernal, perteneciente a la provincia de Sechura del departamento de Piura, al norte del Perú. En el 2017 tenía una población de 564 habitantes.